# L'Homme de Nos Vies
L'Homme de Nos Vies (bra: Golpista do Amor; Lit.: O Homem das Nossas Vidas) é uma série de drama romântico belgo-francês produzida pela RTBF, em parceria com a Endemol Shine Group, exibida entre os dias 18 e 25 de novembro de 2022 pela RTS Un e entre os dias 24 de novembro e 1.° de dezembro de 2022 pela emissora francesa M6.

## Enredo
A vida de Camille vira de cabeça para baixo quando o homem que ela ama desaparece durante a noite após esvaziar sua conta bancária. Ela decide encontrá-lo e descobre que ele seduz outras mulheres para defraudá-las.

## Elenco
- Jonathan Zaccai como Guillaume / Amaury (cirurgião) / Nathan (ex-comerciante) / Roman (repórter sênior) / Ghislain (piloto de avião)
- Odile Vuillemin como Camille Neva
- Bérénice Baoô como Anna Vauthier
- Flore Bonaventura como Oriane Mancini-Belliard
- Helena Noguerra como Mathilde
- Élodie Frégé como Iris
- Jérémie Poppe como Christophe
- Michel Bompoil como Dominique
- Rani Bheemuck como Solenn
- Anne Leforestier como Aurélie Neva
- Aaricia Lemaire como Ágata
- Marc Grosy como Olivier
- Armelle Abibou como Maître Daphné Diallo

## Produção
A série é criada por Marie Guilmineau e Alice Van den Broek a partir de uma ideia de Amaury Fournial e dirigida por Frédéric Berthe.
Os roteiristas se inspiraram em diversas histórias verdadeiras de golpes românticos, como a de Simon Leviev (nome verdadeiro Shimon Hayut), contada por meio de suas vítimas no documentário da Netflix, The Tinder Scammer.
Ary Abittan seria o protagonista da série. Porém, devido ao ator ser indiciado por agressão sexual, ele foi substituído por Jonathan Zaccai.

## Exibição

### Transmissão internacional
| País    | Emissora | Período                                  | Ref.  |
| ------- | -------- | ---------------------------------------- | ----- |
| Suíça   | RTS Un   | 18 de novembro - 25 de novembro de 2022  |       |
| França  | M6       | 24 de novembro - 1.° de dezembro de 2022 | [ 1 ] |
| Bélgica | La Une   | 8 de dezembro - 15 de dezembro de 2022   | [ 7 ] |
| Brasil  | TV Globo | 12 de janeiro - 2 de fevereiro de 2024   | [ 8 ] |

## Recepção
Na França, o primeiro episódio teve uma média de 2.485.000 espectadores, correspondente a 11,5% de participação e o segundo episódio teve 2.477.000 espectadores, correspondente a 11,2% de participação.
Na Bélgica, a série teve 187.385 espectadores em seu primeiro episódio e 158.110 espectadores no segundo episódio.
No Brasil, o primeiro episódio registrou 14,1 pontos e o segundo episódio registrou 11,5 pontos, superando quatro episódios exibidos do Globo Repórter, além de alavancar os índices do horário nobre, segundo os dados consolidados do Kantar IBOPE Media, referentes à Região Metropolitana de São Paulo.